# Луций Анний Ларг (консул-суффект 109 года)
Луций Анний Ларг (лат. Lucius Annius Largus) — римский политический деятель начала II века.
Ларг происходил из Перузия или Лориума. В 109 году он занимал должность консула-суффекта.
Его сыном был консул 147 года Луций Анний Ларг.